# Teucholabis carolinensis
Teucholabis carolinensis là một loài ruồi trong họ Limoniidae. Chúng phân bố ở miền Tân bắc.